# Lille dværghjort
Den lille dværghjort (latin: Tragulus kanchil) er et lille drøvtyggende dyr i dværghjorte-familien, der lever i det sydøstlige Asien (Burma, Brunei, Cambodja, Yunnan i Kina, Indonesien, Laos, Thailand, Malaysia, Singapore og Vietnam).
Den lille dværghjort er det mindste hovdyr, der kendes, med en størrelse for udvoksede individer på 45 cm og en vægt på 2 kg. Med sin lille størrelse er den et yndet byttedyr for vilde hunde.